# کانلا (ریو گراند دو سول)
کانلا (به پرتغالی: Canela) یک منطقهٔ مسکونی در برزیل است که در ریو گرانده جنوبی واقع شده‌است. کانلا ۲۵۴٫۵۷۹ کیلومتر مربع مساحت و ۴۵٬۴۸۸ نفر جمعیت دارد و ۸۳۷ متر بالاتر از سطح دریا واقع شده‌است.